# 인천청사관리소
인천청사관리소(仁川廳舍管理所)는 정부인천지방합동청사의 보수·유지·관리에 관한 사무를 분장하는 정부청사관리본부의 소속기관이다. 2019년 2월 26일 발족하였으며, 인천광역시 미추홀구 석정로에 위치하고 있다. 소장은 서기관 또는 기술서기관으로 보한다.

## 연혁
- 2019년 2월 26일: 정부청사관리본부 소속으로 인천청사관리소 설치.[2]

## 같이 보기
- 정부경남지방합동청사